# Кармен Роман Лазарович
Рома́н Ла́зарович Карме́н (30 листопада 1906, Одеса — 28 квітня 1978, Москва) — український режисер-документаліст, кінооператор. Народний артист СРСР (1966). Герой Соціалістичної Праці (1976). Лауреат Ленінської (1960) та Державної премії СРСР (1942, 1947, 1952, 1975).

## Життєпис
Народився 30 листопада 1906 р. в місті Одесі, в єврейській сім'ї письменника Лазаря Кармена (Корнмана) та перекладачки з ідиша Діни Лейпунер. Після народження Романа, родина переїхала до Петербурга, де його батька запросили до роботи в літературному журналі. Роман ріс у творчій атмосфері — його батьки товаришували з Олександром Купріним, були знайомі з Максимом Горьким та багатьма іншими відомими літераторами. Саме батько подарував Романові його перший фотоапарат — «Кодак». Після революції родина Карменів повернулася до Одеси, де батько за три роки помер від туберкульозу.
Роман навчався у трудовій школі, підробляв продавцем газет, підручним у гаражі. Родина насилу зводили кінці з кінцями, і в 1922 році, отримавши гонорар батька за останні його твори, переїхали до Москви. Мати зуміла влаштувати Романа фотокореспондентом у журнал «Вогник» (рос. — «Огонек»), де майже відразу почали з'являтися зроблені ним фотографії. Однак після того, як Роман подивився фільм «До щасливої гавані», він вирішив стати кінооператором.
1929 року він вступив на навчання на операторський факультет кінематографічного технікуму, в подальшому — закінчив Всесоюзний державний інститут кінематографії (1931), де потім викладав. Серед його учнів українські були кіномитці О. Коваль, В. Шкурин. В подальшому працював на Центральній студії документальних фільмів. Одним із перших його серйозних кінооператорських репортажів був фільм про приїзд Герберта Веллса, який був його улюбленим письменником. Кармен навіть зняв звукове кіноінтерв'ю з ним.
Популярність до Романа Кармена прийшла після того, як він привіз з Іспанії фільм про громадянську війну. Потім він знімав фільми про Другу світову війну і зі своєю камерою пройшов усю війну до її закінчення. Він знімав розгром німців, блокадний Ленінград, візит прем'єр-міністра Великобританії Вінстона Черчилля, який у 1942 році прилетів на переговори з радянським керівництвом, Сталінградську битву, взяття в полон фельдмаршала Фрідріх Паулюса, штурм Берліна, підписання акту про беззастережну капітуляцію головними нацистськими злочинцями.
З 1960 року Роман Кармен очолював операторське відділення ВДІК, проте продовжував працювати як оператор та режисер-документаліст. Він працював в Албанії та Китаї, Бірмі та Південній Америці, став першим радянським громадянином, який побував у джунглях В'єтнаму. Напевно, не було жодного знаменитого політика, якого б він не зняв на плівку. Кармен знімав Долорес Ібаррурі, Хо Ші Міна, Че Гевару, Фіделя Кастро, генерала де Голля, був знайомий і листувався з Хемінгуеєм.
У 1977 році Роману Кармену запропонували стати художнім керівником та режисером радянсько-американського документального фільму «Велика Вітчизняна», який у США носив назву «Невідома війна». Робота над епопеєю була дуже важкою, доводилося переглядати плівки, зняті на фронтах, у таборах, у зруйнованих містах, і знову переживати всі кошмари війни. Ця робота підірвала сили Романа Кармена, і він помер за монтажним столом під час роботи 28 квітня 1978 року в Москві. Прем'єра фільму, для якого Кармен так багато зробив, пройшла вже без нього.

## Вшанування пам'яті
Ім'я Романа Кармена носить вулиця в м. Одесі, яка простягається від Ботанічного провулку до Французького бульвару.